# Cranes in the Sky
Cranes in the Sky ist ein Lied der US-amerikanischen Sängerin Solange aus dem Jahre 2016. Die erste Singleauskopplung ihres dritten Studioalbums A Seat at the Table wurde von der Interpretin gemeinsam mit Raphael Saadiq und R8DIO geschrieben und produziert.

## Hintergrund
Solange schrieb Cranes in the Sky bereits acht Jahre vor dessen offizieller Veröffentlichung. Musikproduzent Raphael Saadiq händigte ihr damals eine CD aus, welche einige Instrumentaltitel beinhaltete. Einer von ihnen, welcher in seiner Ursprungsform durch einen minimalistischen Klang auffiel, wurde von ihr ausgewählt, um auf diesem einen Text zu verfassen. Noch in derselben Nacht schrieb sie in ihrem Hotelzimmer Cranes in the Sky. Erst während der Arbeiten an A Seat at the Table griff die Musikerin das Lied jedoch wieder auf.

## Musik und Text
Bei Cranes in the Sky handelt es sich um eine Ballade im Contemporary R&B-Stil. Die Musik ist geprägt von einem langsamen, dominanten Schlagzeugrhythmus, welcher sich fortlaufend wiederholt, ruhigen Streichern, einem Bass, sowie hellen Klavier- und Harfentönen. Der Gesang Solanges wird insbesondere gegen Ende in seiner Tonart höher und es kommt vermehrt zum Einsatz von Harmonien.
Inhaltlich thematisiert das Lied das Gefühl einer inneren Leere, welches die Musikerin mittels verschiedener Methoden versucht, zu ersticken. Darunter sind, nebst anderen, die Verdrängung durch Alkoholkonsum, Tanzen, Lesen, Sex, Kaufsucht, Weinen, künstlerische Katharsis oder die Trennung von ihrem Lebensgefährten. Die negativen Emotionen werden von ihr mit einem unansehnlichen Kran verglichen, der die Sicht auf den Himmel versperrt.

## Musikvideo
Der Videoclip zu Cranes in the Sky zeigt die Sängerin vor mehreren verschiedenen Kulissen, die teilweise Innenaufnahmen von Zimmern und teilweise Naturlandschaften darstellen. Sie ist dabei sowohl alleine als auch in Begleitung mehrerer anderer, afroamerikanischer Frauen zu sehen, die gemeinsam mit ihr in sanften Bewegungen tanzen, oder still stehen bzw. sitzen oder liegen. Zu sehen ist sie unter anderem auf dem Fliesenboden eines Hauses, wo sie von zwei Palmen umgeben ist, vor einem Gebirge, auf einem Baumstamm vor einer Wiese, vor einem großen, weißen Tuch, auf einem Stein mitten in einem Fluss, in einem roten Raum mit einem riesigen, surreal gestalteten Aufgang, vor einem Hügel, auf einer Treppe und mehreren anderen Drehorten. Die Akteurinnen sind dabei zumeist luxuriös oder unkonventionell gekleidet.

## Kritik
Cranes in the Sky erhielt nahezu einhellig äußerst positive Kritiken. Das Lied wurde für die persönliche und reife Art gelobt, mit der Solange das Gefühl der Einsamkeit und den verzweifelten Versuch der Überwindung desselben thematisiert. Es sei einer von mehreren herausragenden Momenten des Albums und würde die große Stärke und Entwicklung der Musikerin aufarbeiten; es handle sich um ein Lied, welches gekonnt Motive wie Depressionen, Eskapismus und die Rolle der Sängerin als schwarze Frau in den USA aufgreift. Der Song sei musikalisch elegant, jedoch von rauer Emotionalität. Wiederholt wurde auch der von Saadiq eingespielte Bass positiv hervorgehoben. Bei dem Track handle es sich zudem um jenes Lied, durch welches sich die Künstlerin endlich aus dem Schatten ihrer berühmten Schwester Beyoncé erhebe.
Seit seinem Erscheinen tauchte der Song in mehreren Bestenlisten auf. Die Magazine Rolling Stone, Billboard, Complex, The Village Voice, Musikexpress und Pitchfork führten es in ihren Jahresrückblicken jeweils unter den besten Liedern aus 2016 auf, mitunter sogar in den Top Ten. Letztgenanntes kürte es 2019 darüber hinaus zum achtbesten Lied der 2010er Jahre; erstgenannte Zeitschrift 2018 zum dreiundvierzigstbesten Titel des 21. Jahrhunderts.
Das Lied wurde zudem mit einem Grammy Award für die beste R&B-Performance ausgezeichnet.

## Erfolg
Cranes in the Sky war im Heimatland der Musikerin, den USA, ein moderater kommerzieller Erfolg und erreichte Platz 74 der Charts. Es wurde dort mit einer Goldenen Schallplatte gekrönt.